# Janelly Fourtou
Pour les articles homonymes, voir Fourtou.
Janelly Fourtou est une femme politique française née le 4 février 1939 à Paris.

## Biographie
Le 13 juin 2004, elle était tête de liste UDF pour la circonscription interrégionale Massif central-Centre (Auvergne, Centre et Limousin) et, à ce titre, a été réélue au Parlement européen où elle s'est inscrite au groupe Alliance des démocrates et des libéraux pour l'Europe.
Elle est membre du conseil municipal de Neuilly-sur-Seine. En janvier 2008, elle quitte le Mouvement démocrate pour rejoindre le mouvement Avenir démocrate et l'Alliance citoyenne pour la démocratie en Europe fondés par le député européen Jean-Marie Cavada, structure d'accueil d'anciens soutiens de François Bayrou en partance vers la majorité présidentielle.
Elle est mariée à Jean-René Fourtou, ancien PDG de Aventis et ancien PDG de Vivendi Universal, actuel président d'honneur du conseil de surveillance du groupe Vivendi. Le couple a créé la Fondation Janelly et Jean-René Fourtou pour aider des projets humanitaires et culturels, notamment dans les villages du Haut-Atlas au Maroc. La Fondation Fourtou encourage des projets culturels indépendants tels que la Bibliothèque associative pour l'art moderne et contemporain, L'appartement 22 et son projet de radio culturelle. Elle offre aussi des bourses aux étudiants africains de l'ESAV (École Supérieure des Arts Visuels) à Marrakech.
Elle était déjà membre du Parlement européen dans la précédente législature (1999-2004), y ayant gagné, selon ses propres dires, le surnom de « Madame 97 % » en raison de son assiduité lors des sessions tant à Strasbourg qu'à Bruxelles.
Janelly Fourtou s'est illustrée comme rapporteur et promoteur de nombreuses propositions controversées d'évolutions de la législation européenne en matière de propriété intellectuelle (Brevet logiciel en Europe, IP enforcement).
Elle est donc à l'origine de plusieurs directives sur le droit d'auteur en France : la LCEN (Loi pour la confiance dans l'économie numérique) ou la DADVSI (Droits d'auteur et droits voisins dans la société de l'information) ou sur la question très épineuse des brevets logiciels.
En raison des fonctions de son mari, certains parlent de conflits d'intérêts.[réf. nécessaire]

### Condamnation
Le 4 mars 2004, Janelly Fourtou et W.G. van Velzen (PPE-DE), Arlene McCarthy et Manuel Medina Ortega (groupe PSE), Toine Manders (ELDR), et Brian Crowley (groupe UEN) ont déposé un amendement visant à protéger les ayants droit sur le Web.

## Affaire judiciaire
Dans le cadre de l’affaire des assistants parlementaires du Mouvement démocrate au Parlement européen, l'une de ses anciennes assistantes parlementaires reconnaît avoir occupé un emploi fictif et avoir été employée comme permanente de l'UDF tout en étant rémunérée frauduleusement par le Parlement européen.
Après six ans d’instruction, le procès s'ouvre le 16 octobre 2023, devant les juges de la 11e chambre du tribunal correctionnel de Paris, pour « complicité » ou « recel de détournement de fonds publics ». Outre Janelly Fourtou, sont concernés en tant que personnes morales, le MoDem et son prédécesseur, l’Union pour la démocratie française. Mais aussi François Bayrou, Jean-Luc Bennahmias, Michel Mercier et trois cadres du parti ,.
Elle est condamnée à un an de prison avec sursis, 50 000 euros d’amende et deux ans d’inéligibilité avec sursis, une peine supérieure aux réquisitions du le parquet qui avait requis huit mois avec sursis et 10 000 euros d’amende.